# Liv Signe Navarsete
Liv Signe Navarsete (født 23. oktober 1958 i Sogndal) er en norsk politiker, der siden 20. oktober 2009 har været kommunal- og regionalminister i Jens Stoltenbergs anden regering. Fra 2005 til 2009 var hun transport- og kommunikationsminister. Mellem 2008 og 2014 var hun desuden partiformand for Senterpartiet.
Navarsete er uddannet cand.mag. fra Högskolan i Sogn og Fjordane og har siden 1977 været selvstændig erhvervsdrivende med eget landbrug. Hun har desuden arbejdet som salgkonsulent indenfor bl.a. mejeribranchen. Siden 1999 har hun været studerende ved Universitetet i Bergen.
Hun begyndte sin politiske karriere som leder af partiets afdeling i Sogn og Fjordane fra 1998 til 2004. Fra 1999 til 2000 var hun politisk rådgiver i Helse- og Sosialdepartementet. Hun blev 2. næstformand i Senterpartiet i 2001 og sad til 2008. I 2001 blev hun indvalgt i Stortinget og sad her til hun i 2005 blev udnævnt til minister. Da Åslaug Haga trak sig som partileder i 2008 blev hun valgt til ny partiformand i september samme år.
Liv Signe Navarsete har været bestyrelsesmedlem i Gjensidige Nor Forsikring og været bestyrelsesformand for Stiftinga Vestlandsforsking.